# Copenhaguen (obra de teatre)
Copenhaguen (en l'anglès original: Copenhagen) és una obra de teatre de l'autor britànic Michael Frayn. El nucli de l'argument es troba en la famosa trobada dels físics Niels Bohr i Werner Heisenberg el 1941 a la ciutat de Copenhaguen, en qualitat de mestre i deixeble, i enemics per la situació dels seus dos països durant la Segona Guerra Mundial. El problema ètic de l'ús dels avenços en física teòrica per al desenvolupament d'armament nuclear és un dels grans temes de l'obra.
Es va estrenar a Londres el 1998. El National Theatre de la capital britànica va ser l'escenari de més de 300 interpretacions, amb David Burke en el paper de Bohr, Sara Kestelman en el paper de Margrethe Bohr i Matthew Marsh en el de Heisenberg.
L'11 d'abril de 2000 fou estrenada a Broadway, on fou interpretada en 326 ocasions sota direcció de Michael Blakemore i amb Philip Bosco (Niels Bohr), Michael Cumpsty (Frayn) i Blair Brown (Margarethe Bohr). Va guanyar el Premi Tony a la millor obra, la millor actriu i la millor direcció.
El 2002 Copenhaguen va ser adaptada al cinema per Howard Davies, produïda per la BBC i distribuïda per la xarxa PBS als Estats Units.
L'abril de 2011 l'obra va ser estrenada en català al Teatre Nacional de Catalunya sota la direcció de Ramon Simó i Vinyes, amb traducció de Llorenç Rafecas i amb l'actuació de Rosa Renom, Lluís Marco i Pere Arquillué. Posteriorment es va representar per diverses poblacions catalanes.